# Talinaceae
Talinaceae es una pequeña familia de plantas dicotiledóneas dentro del orden de las cariofilales. Comprende dos géneros, Talinella y Talinum, y unas 27 especies que se distribuyen en América y África, incluyendo a Madagascar.
Esta familia ha sido reconocida por sistemas modernos de clasificación, como el sistema APG III de 2009. Anteriormente, los géneros que constituyen esta familia habían sido dispuestos en Portulacaceae, pero los análisis filogenéticos sobre datos moleculares indican que los dos géneros que la constituyen comprenden un clado monofilético que debe considerarse como una familia separada.

## Descripción
Son plantas herbáceas o lianas arbustivas.  Presentan tubérculos como órganos subterráneos de supervivencia. Algunas especies presentan metabolismo ácido de las crasuláceas (CAM). Las hojas llevan escamas axilares apareadas y epidermis con papilas. Las flores presentan un ovario sincárpico formado por tres carpelos. El fruto es una baya mucilaginosa e indehiscente. El número cromosómico básico es x = 8.